# کمدی مافیایی
کمدی مافیایی (انگلیسی: Mafia comedy film) ترکیبی از فیلم‌های کمدی و فیلم‌های جنایی/گانگستری هستند.
کمدی‌های مافیایی حول محور جنایات سازمان‌یافته، مافیای ایتالیایی-آمریکایی، و سایر مافیاها یا گروه‌های جنایی شبه‌مافیایی می‌چرخد. داستان فیلم یک خط داستانی کمدی دارد، که معمولاً شامل تعقیب و گریز یا موقعیتی پیچیده با حضور گانگسترها و جنایات سازمان‌یافته‌است. طنز در چنین فیلم‌هایی بر اساس نمایش گانگسترها به‌عنوان مردم عادی اتفاق می‌افتد. دیدگاه درک‌شده از گانگسترها این است که آن‌ها شخصیت‌های خشن، جدی، مرموز و شیطانی هستند؛ بنابراین وقتی یک فیلم جنبه‌ای از عادی بودن را برای یک شخصیت گانگستری به‌تصویر می‌کشد، می‌تواند اثری طنز داشته باشد. فیلم‌های کمدی مافیایی معمولاً لحظات کمدی زیادی را دارند، به‌ویژه در خلال مکالمات شوخ‌طبعانه بین اعضای باند. این را می‌توان در فیلم‌هایی مانند پالپ فیکشن، رفقای خوب، کازینو، ضامن، قنداق و دو لوله تفنگ شلیک‌شده و قاپ‌زنی مشاهده کرد.

## نمونه‌هایی از کمدی مافیایی
- بعضی‌ها داغشو دوست دارن
- مافیایی
- شرف خانواده پریتزی[۱]
- جانی خطرناک
- اسکار
- همه نه یارد
- بهشت آبی من[۲]
- آدم‌های عاقل[۳]
- تازه‌کار
- شب‌های هارلم
- ازدواج با گروه تبهکاران[۴]
- تو منو کشتی
- تحلیل آن
- تحلیلش کنید
- میکی زاغه
- مجموعه تلویزیونی لیلیهامر
- تریلر جنایی ایرلندی، در بروژ،[۵] که کالین فارل در آن نقش آفرینی می‌کند، نیز ممکن است یک کمدی سیاه مافیایی در نظر گرفته شود.